# 薛坤
薛坤（？—？），字顺卿，號恒简，福建福州府福清县化南里前薛村人。明朝政治人物。

## 生平
萬曆三十七年（1609年）己酉科福建鄉試舉人，天啓二年（1622年）壬戌科進士。五年授南工部都水司主事，六年管节慎库，本年升营缮司员外郎，七年官南礼部祠祭司郎中。时珰祠兴，坤不一错趾，嗛者求多，坤遂致仕。后起用陈州守。大盗王子敬啸聚焚劫，宛丘道梗，坤单车出其不意，歼其渠魁，党遂散。后调和州，寻改易州。所至皆以恺悌称。